# А ви, друзі, як не сідайте…
«А ви, друзі, як не сідайте…» — анімаційний фільм 1972 року Творчого об'єднання художньої мультиплікації студії Київнаукфільм, режисер — Цезар Оршанський.

## Сюжет
За мотивами байки І.А. Крилова «Квартет».

## Над мультфільмом працювали
- Режисер-постановник: Цезар Оршанський
- Автор сценарію: Н. Журавльов
- Композитори: Жанна Колодуб, Левко Колодуб
- Художник-постановник: Олександр Лавров
- Оператор-постановник: Анатолій Гаврилов
- Звукооператор: Ізраїль Мойжес
- Редактор:	Світлана Куценко
- Мультиплікатори: Олександр Лавров, Костянтин Чикін, Н. Бондар
- Директор картини: Іван Мазепа